# Courtney Love
Courtney Love, właśc. Courtney Michelle Harrison (ur. 9 lipca 1964 w San Francisco) – amerykańska kompozytorka, autorka tekstów, piosenkarka i producentka muzyczna, a także aktorka. Wokalistka i gitarzystka zespołu rockowego Hole.
Wdowa po Kurcie Cobainie, wokaliście i gitarzyście zespołu Nirvana.

## Życiorys
Urodziła się w San Francisco jako córka Hanka Harrisona i Lindy Carroll. Jej ojciec był wydawcą i muzykiem grupy Grateful Dead, a matka była hipiską. W 1977 na castingu do dziecięcego telewizyjnego show Disneya – The New Mickey Mouse Club, wyrecytowała wiersz Sylvii Plath pt. Daddy. Była zbuntowanym dzieckiem – wyrzucono ją z wielu szkół, a po kradzieży w sklepie trafiła do zakładu poprawczego. W wieku 16 lat wyprowadziła się z domu i utrzymywała się m.in. z pracy jako striptizerka. W tym okresie zainteresowała się muzyką. Założyła z przyjaciółkami – Kat Bjelland i Jennifer Finch – zespół Sugar Babydoll. Wtedy także z Bjelland zaczęły się oryginalnie ubierać, tworząc styl kinderwhore. Po niedługim czasie zespół się rozpadł.
W 1989 założyła zespół Hole, z którym do końca lat 90. wydała kilka albumów: Pretty on the Inside (1991), Live Through This (1994) i Celebrity Skin (1998). Krótko była też wokalistką Faith No More.
W 1994 rozpoczęła karierę aktorską. Za rolę w filmie Skandalista Larry Flynt (1996) otrzymała nominację do Złotego Globu dla najlepszej aktorki dramatycznej.
W 2002 rozwiązała zespół Hole, po czym zdecydowała się na przerwę w karierze muzycznej. W 2004 wróciła wydaniem debiutanckiego, solowego albumu pt. America’s Sweetheart, który był efektem jej najmroczniejszego okresu w życiu publicznym i prywatnym, i spotkał się z ogromną krytyką.
W 2010 reaktywowała zespół Hole w nowym składzie, z którym wydała album pt. Nobody’s Daughter, jednak płyta nie odniosła sukcesu. W 2012 ponownie rozwiązała zespół i skupiła się na działalności solowej. W grudniu 2013 miała się ukazać jej druga solowa płyta pt. Died Blonde, którą zapowiadała singlami: „Wedding’s Day” oraz „California”. Album jednak nigdy nie ujrzał światła dziennego.

## Życie prywatne
W 1989 przez parę miesięcy była w związku małżeńskim z Jamesem Morelandem (znanym również jako Falling James), wokalistą punkowego zespołu The Leaving Trains oraz producentem pierwszego singla Hole („Retard Girl”) i EP-ki The First Session. Po latach określiła małżeństwo z Morelandem jako „najgłupszą rzecz, jaką kiedykolwiek zrobiła”. Spotykała się także z Billym Corganem. 24 lutego 1992 poślubiła Kurta Cobaina, wokalistę zespołu Nirvana. Kilka miesięcy później urodziła córkę, Frances Bean. Po samobójczej śmierci męża w 1994 przeniosła się ze Seattle do Los Angeles. W 2009 córka pozbawiła ją praw rodzicielskich, ale w 2015 po wieloletnim konflikcie pogodziły się.

## Instrumentarium
- Rickenbacker 425
- Fender Classic Player Jazzmaster
- Fender Mustang
- Squier Vista Venus
- Mercury Guitar Company
- Gretsch Guitar
- Fender Jaguar
- Fender Stratocaster
- Rickenbacker 360

## Dyskografia
Albumy solowe
| Rok                            | Tytuł                                                      | Pozycja na liście | Pozycja na liście | Pozycja na liście | Pozycja na liście | Pozycja na liście | Pozycja na liście | Pozycja na liście | Pozycja na liście |
| Rok                            | Tytuł                                                      | USA               | DEU               | FRA               | AUT               | SWE               | AUS               | NZL               | GBR               |
| ------------------------------ | ---------------------------------------------------------- | ----------------- | ----------------- | ----------------- | ----------------- | ----------------- | ----------------- | ----------------- | ----------------- |
| 2004                           | America’s Sweetheart - Data: 10 lutego 2004 - Wydawca: EMI | 53                | 49                | 85                | 62                | 13                | 40                | 26                | 56                |
| „–” pozycja nie była notowana. |                                                            |                   |                   |                   |                   |                   |                   |                   |                   |

Single
| 2004                           | „Mono”          | 18 | 41 | America’s Sweetheart |
| 2004                           | „Hold On To Me” | 39 | –  | America’s Sweetheart |
| „–” pozycja nie była notowana. |                 |    |    |                      |

## Publikacje
- Courtney Love, Dirty Blonde: The Diaries of Courtney Love, Faber & Faber, 2006, ISBN 978-0-86547-959-3.

## Filmografia
| Tytuł                         | Rok  | Rola                        | Uwagi                                                      | Źródło |
| ----------------------------- | ---- | --------------------------- | ---------------------------------------------------------- | ------ |
| Sid i Nancy                   | 1986 | jako Gretchen               | film fabularny, reżyseria: Alex Cox                        | [ 23 ] |
| Piętno Minnesoty              | 1996 | jako Rhonda, kelnerka       | film fabularny, reżyseria: Steven Baigelman                | [ 24 ] |
| Basquiat – Taniec ze śmiercią | 1996 | jako Big Pink               | film fabularny, reżyseria: Julian Schnabel                 | [ 25 ] |
| Skandalista Larry Flynt       | 1996 | jako Althea Leasure         | film fabularny, reżyseria: Milos Forman                    | [ 26 ] |
| 200 papierosów                | 1999 | jako Lucy                   | film fabularny, reżyseria: Risa Bramon Garcia              | [ 27 ] |
| Człowiek z księżyca           | 1999 | jako Lynn Margulies         | film fabularny, reżyseria: Milos Forman                    | [ 28 ] |
| Beat                          | 2000 | jako Joan Vollmer Burroughs | film fabularny, reżyseria: Gary Walkow                     | [ 29 ] |
| Julie Johnson                 | 2001 | jako Claire                 | film fabularny, reżyseria: Bob Gosse                       | [ 30 ] |
| 24 godziny                    | 2002 | jako Cheryl Hickey          | film fabularny, reżyseria: Luis Mandoki                    | [ 31 ] |
| Straight to Hell Returns      | 2010 | jako Velma                  | film fabularny, reżyseria: Alex Cox                        | [ 32 ] |
| Synowie Anarchii              | 2014 | jako Ms. Harrison           | serial fabularny, 4 odc.                                   | [ 33 ] |
| Cobain: Montage of Heck       | 2015 | jako ona sama               | film dokumentalny, reżyseria: Brett Morgen                 | [ 34 ] |
| Menendez: Blood Brothers      | 2017 | jako Kitty Menendez         | film biograficzny, reżyseria: Fanton Bailey, Randy Barbato | [ 35 ] |

## Nagrody i wyróżnienia
| Rok  | Kategoria                                | Tytułem                 | Nagroda                                    | Nota      |
| ---- | ---------------------------------------- | ----------------------- | ------------------------------------------ | --------- |
| 1996 | Best Supporting Actress                  | Skandalista Larry Flynt | Boston Society of Film Critics Award       | Laur      |
| 1996 | Most Promising Actress                   | Skandalista Larry Flynt | Chicago Film Critics Association Award     | Laur      |
| 1996 | Best Supporting Actress                  | Skandalista Larry Flynt | Florida Film Critics Circle Award          | Laur      |
| 1996 | Best Supporting Actress (2nd place)      | Skandalista Larry Flynt | Los Angeles Film Critics Association Award | Laur      |
| 1996 | Best Supporting Actress                  | Skandalista Larry Flynt | New York Film Critics Circle Award         | Laur      |
| 1996 | Best Supporting Actress – Motion Picture | Skandalista Larry Flynt | Satellite Awards                           | Laur      |
| 1996 | Best Actress                             | Skandalista Larry Flynt | Chicago Film Critics Association Award     | Nominacja |
| 1996 | Best Actress – Motion Picture Drama      | Skandalista Larry Flynt | Golden Globe Awards                        | Nominacja |
| 1996 | Best Breakthrough Performance            | Skandalista Larry Flynt | MTV Movie Awards                           | Nominacja |